# 3362 Khufu
A 3362 Khufu (ideiglenes jelöléssel 1984 QA) egy földközeli kisbolygó. R. Scott Dunbar és M. A. Barucci fedezte fel 1984. augusztus 30-án.